# Liski
Liski (russisch Лиски) ist eine russische Stadt mit 55.864 Einwohnern (Stand 14. Oktober 2010) und Verwaltungszentrum des gleichnamigen Rajons in der Oblast Woronesch.

## Geographie

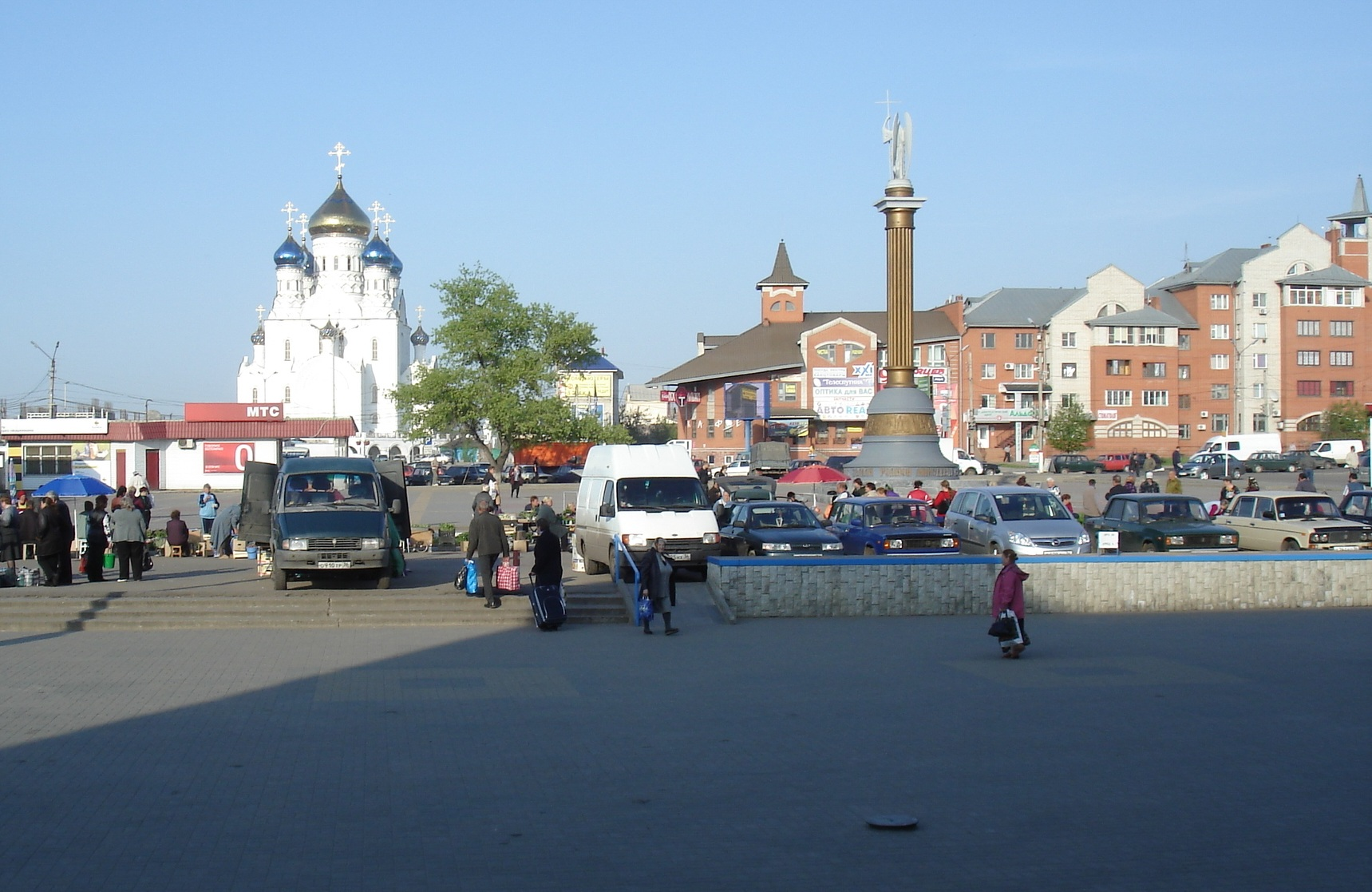
Blick vom Bahnhofsvorplatz zur Kathedrale

Die Stadt liegt am linken Don-Ufer, rund 560 km südöstlich von Moskau und 98 km südlich der Gebietshauptstadt Woronesch. Die nächstgelegenen Städte sind Ostrogoschsk (34 km westlich), Bobrow (37 km östlich) sowie Nowoworonesch (42 km nordwestlich).
Rund zehn Kilometer westlich von Liski treten Kreideablagerungen an die Oberfläche. Die hohe Löslichkeit der Kreide lässt typische Erosionsformen entstehen. In dieser Region liegt das Naturschutzgebiet Diwnogorje.
Das Klima in Liski ist kontinental gemäßigt mit einer jährlichen Niederschlagsmenge von etwa 430 bis 560 mm.

## Geschichte
Liski entstand um 1571 als Wachposten gegen mögliche Angriffe von Krimtataren auf das Zarentum Russland. Anfangs war der Ort als Nowaja Pokrowka (Новая Покровка) bekannt. Der spätere Name Liski ist an das Flüsschen Liska angelehnt.
Eine nennenswerte wirtschaftliche Bedeutung erhielt die Ortschaft erst im 19. Jahrhundert mit dem Bau einer u. a. nach Woronesch und Rostow am Don führenden Strecke der Südost-Eisenbahn in den 1870er-Jahren. Liski wurde damit zur Stationssiedlung, die 1928 um eine angrenzende Siedlung erweitert wurde. Zugleich wurde der neue Rajon Liski gegründet und Liski zu seinem Verwaltungssitz erklärt. 1937 erhielt der Ort Stadtrechte.
Sowohl während des Russischen Bürgerkriegs als auch im Zweiten Weltkrieg gab es Kämpfe in der Nähe von Liski. Im Zweiten Weltkrieg war im Juli 1942 eine Truppe der Wehrmacht am gegenüberliegenden Don-Ufer bei Liski stationiert. In der Nachkriegszeit erhielt Liski seine eigene Industrie und wurde als wichtiges Zentrum der Landwirtschaft ausgebaut.
Von 1928 bis 1943 hieß Liski Swoboda (Свобода, wörtlich „Freiheit“) und zwischen 1965 und 1991 Gheorghiu-Dej (russisch Георгиу-Деж; nach dem rumänischen Politiker Gheorghe Gheorghiu-Dej).

### Bevölkerungsentwicklung
| Jahr | Einwohner |
| ---- | --------- |
| 1939 | 25.490    |
| 1959 | 37.638    |
| 1970 | 48.682    |
| 1979 | 52.375    |
| 1989 | 54.039    |
| 2002 | 55.893    |
| 2010 | 55.864    |

Anmerkung: Volkszählungsdaten

## Wirtschaft und Infrastruktur
Liski ist heute ein Eisenbahnknotenpunkt (mit drei Strecken der Südost-Eisenbahn sowie einer 1989 erbauten Parkeisenbahn in der Stadt) sowie Verwaltungszentrum. Durch die Lage in der fruchtbaren Schwarzerderegion bedingt ist die Nahrungsmittelproduktion der wichtigste Wirtschaftszweig.
Neben den Eisenbahnanbindungen hat Liski Anschluss an die Fernstraße M4, die die Stadt wenige Kilometer östlich passiert. Es existiert außerdem ein Binnenhafen am Don.

## Söhne und Töchter der Stadt
- Iwan Anikejew (1933–1992), sowjetischer Kosmonautenanwärter